# Intelsat VA F-14
Intelsat VA F-14 (auch Intelsat 5A F14, Intelsat 514) war die Bezeichnung eines kommerziellen Kommunikationssatelliten des Satellitenbetreibers Intelsat. Er ging bei einem Fehlstart verloren.

## Missionsverlauf
Der Start des Satelliten erfolgte am 31. Mai 1986 auf einer Ariane-2-Trägerrakete vom Raumfahrtzentrum Guayana, jedoch wurde das Triebwerk der dritten Raketenstufe durch zu hohen Druck in der Gaskammer zerstört. Daraufhin konnte Intelsat VA F-14 keine Umlaufbahn erreichen und verglühte mitsamt der dritten Stufe in der Erdatmosphäre. Nach dem Fehlstart, welcher gleichzeitig auch der Jungfernflug der Ariane 2 gewesen war, wurde der Einsatz der Ariane-Raketen für über ein Jahr eingestellt, da sie alle über dasselbe Triebwerk verfügten. Nach Untersuchungen wurde entschlossen, die Triebwerkszünder zu verstärken.

## Technische Daten
Ford Aerospace baute den Satelliten auf Basis des Intelsat-VA-Satellitenbusses und rüstete ihn mit 26 C-Band- und 6 Ku-Band-Transpondern aus. Mit ihnen sollte er 15.000 Telefongespräche und zwei Fernsehkanäle gleichzeitig übertragen. Des Weiteren war er dreiachsenstabilisiert und wog etwa zwei Tonnen. Er sollte durch zwei große Solarmodule und Batterien mit Strom versorgt werden, seine geplante Lebensdauer lag bei sieben Jahren.